# Chaetocnema picipes
Chaetocnema picipes (лат.) — вид жуков-листоедов рода Chaetocnema трибы земляные блошки из подсемейства козявок (Galerucinae, Chrysomelidae). Видовое название происходит от имени типового местообитания «Kingpin» в провинции Yunnan).

## Распространение
Встречаются в Юго-восточной Азии (Китай: Heilongjiang, Liaoning, Inner Mongolia, Beijing, Hebei, Tianjin, Shanxi, Shandong, Gansu, Qinghai, Shaanxi), Северной Азии, Европе, на Мадагаскаре.

## Описание
Длина 1,67—2,27 мм, ширина 1,60—2,09 мм. От близких видов (Chaetocnema kingpinensis, Chaetocnema fortecostata, Chaetocnema constricta, Chaetocnema cheni) отличается комбинацией следующих признаков: первый членик передних лапок самцов значительно крупнее второго, ноги и усики более тёмные, передне-боковые углы пронотума округлые, формой эдеагуса и переднеспинки (прямые боковые края, соотношение ширины к длине 1,47). Переднеспинка и надкрылья бронзоватые. Фронтолатеральная борозда присутствует. Антенномеры усиков желтовато-коричневые (А1-11), ноги желтовато-коричневые. Голова гипогнатная (ротовые органы направлены вниз). Надкрылья покрыты несколькими рядами (6—8) многочисленных мелких точек — пунктур. Бока надкрылий выпуклые. Второй и третий вентриты слиты. Средние и задние голени с выемкой на наружной стороне перед вершиной. Переднеспинка без базальной бороздки, но с двумя продольными вдавлениями. Кормовые растения: горец почечуйный (семейство Гречишные), горец птичий, или спорыш, репа (Капустные). Вид был впервые описан в 1831 году по материалам из Великобритании, а его валидный статус был подтверждён в ходе ревизии ориентальной фауны рода Chaetocnema, которую провели в 2019 году энтомологи Александр Константинов (Systematic Entomology Laboratory, USDA, c/o Smithsonian Institution, National Museum of Natural History, Вашингтон, США) и его коллеги из Китая (Ruan Y., Yang X., Zhang M.) и Индии (Prathapan K. D.).